# Concepción Huista
Concepción Huista é uma cidade da Guatemala do departamento de Huehuetenango.